# Fabronia pilifera
Fabronia pilifera är en bladmossart som beskrevs av Hornschuch 1841. Fabronia pilifera ingår i släktet Fabronia och familjen Fabroniaceae. Inga underarter finns listade i Catalogue of Life.